# Bruno Barberio
Bruno Barberio (14 de diciembre de 1955) es un deportista italiano que compitió en taekwondo. Ganó una medalla de plata en el Campeonato Europeo de Taekwondo de 1978 en la categoría de –74 kg.

## Palmarés internacional
| Campeonato Europeo | Campeonato Europeo | Campeonato Europeo | Campeonato Europeo |
| Año                | Lugar              | Medalla            | Categoría          |
| ------------------ | ------------------ | ------------------ | ------------------ |
| 1978               | Múnich (RFA)       | Medalla de plata   | –74 kg             |